# John Bagnell Bury
John Bagnell Bury (Clontibret, 16 de outubro de 1861 – Roma, 1 de junho de 1927), conhecido como J. B. Bury, foi um célebre historiador, acadêmico classicista, bizantinista e filólogo irlandês.

## Biografia
Nascido e criado em Clontibret, no condado de Monaghan, onde seu pai era reitor da Igreja da Irlanda, anglicana. Foi educado primeiro por seus pais (seu pai lhe ensinou latim), e posteriormente no Foyle College, em Derry (onde teria "dominado" o grego), e no Trinity College, de Dublin, onde se formou em 1882 e do qual se tornou um fellow em 1885, aos 24 anos. Em 1893 assumiu a cátedra de História Moderna no Trinity College, que ocupou por nove anos. Em 1898, foi indicado professor régio de grego, também em Trinity, cargo que ocupou simultaneamente com o professorado de história. Em 1902 se tornou Professor Régio de História Moderna na Universidade de Cambridge. 
Em Cambridge, Bury se tornou mentor do grande medievalista Steven Runciman, que posteriormente comentou ter sido o seu "primeiro e único estudante". Inicialmente, o recluso Bury tentou dispensá-lo; quando Runciman mencionou que sabia ler russo, Bury lhe deu uma pilha de artigos em búlgaro para ler, e assim se iniciou seu relacionamento. Bury foi autor da primeira biografia fiável de São Patrício, em 1905.
Permaneceu em Cambridge até sua morte, aos 65 anos, em Roma, onde enterrado no cemitério protestante da cidade.

## Obras
As obras de Bury falam sobre assuntos que vão da Grécia Antiga ao papado do século XVIII, e são ao mesmo tempo acadêmicas e acessíveis ao leigo. Suas duas obras sobre a filosofia da história elucidaram os ideais vitorianos de progresso e racionalidade que sustentavam suas obras históricas mais específicas. Liderou um renascimento no interesse pela história bizantina, que havia sido negligenciada pelos historiadores anglófonos posteriores a Edward Gibbon. Contribuiu para a edição de 1911 da Encyclopedia Britannica, na qual ele próprio tinha um artigo sobre si. Juntamente com Frank Adcock e S. A. Cook editou a Cambridge Ancient History, lançada em 1919.
Suas obras de história focaram principalmente o Império Romano tardio e sua edição da obra de Edward Gibbon "Declínio e Queda do Império Romano", com uma notável introdução e notas (1896-1900) tornou-se o texto padrão dessa história. 

### Como autor
- Nemean Odes of Pindar (1890)
- Isthmian Odes of Pindar (1892)
- History of the Later Roman Empire from Arcadius to Irene (1889) — volume 1, volume 2
- History of the Roman Empire From its Foundation to the Death of Marcus Aurelius (1893)
- History of Greece to the Death of Alexander the Great (1900)
- Life of St. Patrick and His Place in History (1905)
- History of the Eastern Empire from the Fall of Irene to the Accession of Basil I (1912)
- History of the Freedom of Thought (1914) — Project Gutenberg
- Idea of Progress (1920) — Project Gutenberg
- History of the Later Roman Empire from the Death of Theodosius I to the Death of Justinian (1923) — LacusCurtius
- The Invasion of Europe by the Barbarians (1928)
- History of the Papacy in the 19th Century (1864–1878) (1930)

### Como editor
- Edward Gibbon, The History of the Decline and Fall of the Roman Empire (1896-1900) — Online Library of Liberty
- Edward Augustus Freeman, Freeman's Historical Geography of Europe (terceira edição, 1903)
- Edward Augustus Freeman, The Atlas To Freeman's Historical Geography (terceira edição, 1903)